# السلامة القائمة على السلوك

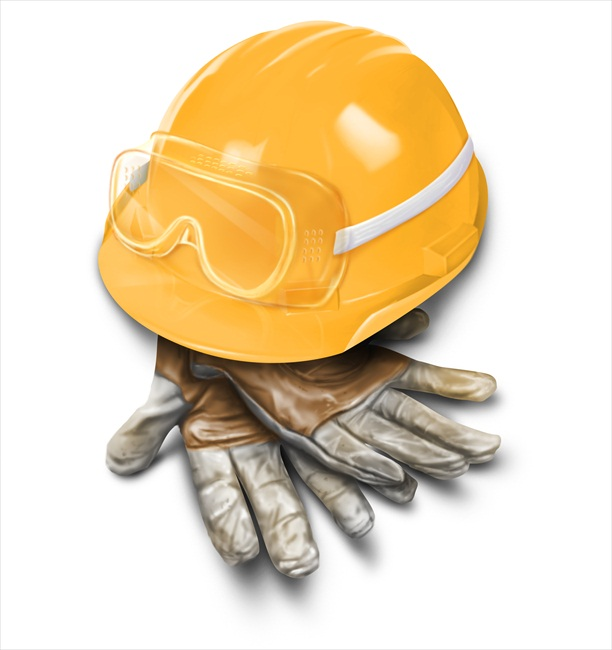
يجب أن يعتمد برنامج السلامة القائمة على السلوك على المعرفة العلمية

السلامة القائمة على السلوك (بالإنجليزية: Behavior-based safety)‏ هي "تطبيق علم تغيير السلوك على مشاكل السلامة الحقيقية في العالم الحقيقي". أو "عملية تخلق شراكة أمان بين الإدارة والموظفين تركز باستمرار انتباه الناس وأفعالهم على سلوكياتهم وسلوكيات السلامة اليومية." السلامة القائمة على السلوك "تركز على ما يفعله الناس، وتحلل سبب قيامهم بذلك، ثم تطبق استراتيجية تدخل مدعومة بالأبحاث لتحسين ما يفعله الناس". وتعتمد في جوهرها على مجال علمي أكبر يسمى إدارة السلوك التنظيمي. [بحاجة لمصدر]
في نظام إدارة السلامة الذي يعتمد على التسلسل الهرمي للتحكم في المخاطر، يمكن تطبيق نظام السلامة القائمة على السلوك لتطبيق استراتيجيات تجنب المخاطر أو الضوابط الإدارية (بما في ذلك استخدام معدات الوقاية الشخصية )، ولكن لا ينبغي استخدامه بدلاً من تنفيذ تدابير السلامة العملية المعقولة بشكل أكبر أعلى التسلسل الهرمي.
لكي يكون برنامج السلامة القائمة على السلوك ناجحًا، يجب أن يشمل جميع الموظفين، من الرئيس التنفيذي إلى العامل الأساس [الإنجليزية] بما في ذلك العاملين بالساعة والراتب وموظفي النقابات والمقاولين والمقاولين من الباطن. لتحقيق تغييرات في السلوك، فإن التغيير في السياسة و/ أو الإجراءات و/ أو الأنظمة بالتأكيد سيحتاج أيضًا إلى بعض التغيير. لا يمكن إجراء هذه التغييرات بدون دعم من جميع المشاركين في اتخاذ تلك القرارات.
لا تعتمد السلامة القائمة على السلوك على الافتراضات والشعور الشخصي و/ أوالمعرفة الشائعة. لكي تكون ناجحًا، يجب أن يعتمد برنامج السلامة القائمة على السلوك على المعرفة العلمية.